# Chaetabraeus cyclonotus
Chaetabraeus cyclonotus är en skalbaggsart som först beskrevs av Sylvain Auguste de Marseul 1856.  Chaetabraeus cyclonotus ingår i släktet Chaetabraeus och familjen stumpbaggar. Inga underarter finns listade i Catalogue of Life.